# 12. etape af Tour de France 2007
Tolvte etape af Tour de France 2007 blev kørt fredag d. 20. juli og gik fra Montpellier til Castres.
Ruten var 179 km lang og var en kuperet etape med fire forskellige kategoriserede stigninger.
- Etape: 12
- Dato: 20. juli
- Længde: 178,5 km
- Danske resultater:

47. Michael Rasmussen + 0.0
- Gennemsnitshastighed: 40,3 km/t

## Sprint og bjergpasseringer

### 1. sprint (Hérépian)
Efter 81,5 km
| Vinder | Pierrick Fédrigo | 6p, 6s |
| 2.     | Amets Txurruka   | 4p, 4s |
| 3.     | Marcus Burghardt | 2p, 2s |

### 2. sprint (Olargues)
Efter 101 km
| Vinder | Pierrick Fédrigo | 6p, 6s |
| 2.     | Amets Txurruka   | 4p, 4s |
| 3.     | Marcus Burghardt | 2p, 2s |

### 1. bjerg (Côte de Cantagal)
4. kategori stigning efter 27,5 km
| Plads | Navn              | Point |
| ----- | ----------------- | ----- |
| 1.    | Philippe Gilbert  | 3     |
| 2.    | David Millar      | 2     |
| 3.    | Staf Scheirlinckx | 1     |

### 2. bjerg (Côte du Mas-Rouet)
4. kategori stigning efter 58 km
| Plads | Navn               | Point |
| ----- | ------------------ | ----- |
| 1.    | Amets Txurruka     | 3     |
| 2.    | Pierrick Fédrigo   | 2     |
| 3.    | Juan Manuel Gárate | 1     |

### 3. bjerg (Col du Buis)
4. kategori stigning efter 74,5 km
| Plads | Navn             | Point |
| ----- | ---------------- | ----- |
| 1.    | Amets Txurruka   | 3     |
| 2.    | Pierrick Fédrigo | 2     |
| 3.    | Marcus Burghardt | 1     |

### 4. bjerg (Montée de la Jeante)
2. kategori stigning efter 130,5 km
| Plads | Navn               | Point |
| ----- | ------------------ | ----- |
| 1.    | Amets Txurruka     | 20    |
| 2.    | Pierrick Fédrigo   | 18    |
| 3.    | Yaroslav Popovych  | 16    |
| 4.    | David De la Fuente | 14    |
| 5.    | Thomas Dekker      | 12    |
| 6.    | Mauricio Soler     | 10    |

## Resultatliste
|    | Navn               | Land       | Hold            | Tid     |
| -- | ------------------ | ---------- | --------------- | ------- |
| 1  | Tom Boonen         | Belgien    | Quick Step      | 4:25.32 |
| 2  | Erik Zabel         | Tyskland   | Milram          | + 0.00  |
| 3  | Robert Hunter      | Sydafrika  | Barloworld      | + 0.00  |
| 4  | Daniele Bennati    | Italien    | Lampre          | + 0.00  |
| 5  | Thor Hushovd       | Norge      | Crédit Argicole | + 0.00  |
| 6  | Bernhard Eisel     | Østrig     | Gerlosteiner    | + 0.00  |
| 7  | Sébastien Chavanel | Frankrig   | Cofidis         | + 0.00  |
| 8  | Nicolas Jalabert   | Frankrig   | Agritubel       | + 0.00  |
| 9  | Robert Förster     | Tyskland   | Gerlosteiner    | + 0.00  |
| 10 | Andrej Kasjetsjkin | Kasakhstan | Astana          | + 0.00  |

## Udgående ryttere
- 187 Alberto Ongarato fra Team Milram udgik under etapen efter styrt.

## Diskvalifikationer
- 122 Stef Clement fra Bouygues Télécom røg udenfor tidsgrænsen.